# SN 2007an
SN 2007an – supernowa typu II odkryta 10 marca 2007 roku w galaktyce NGC 4017. W momencie odkrycia miała maksymalną jasność 17,50m.